# Les Apparitions fugitives
Les Apparitions fugitives je francouzský němý film z roku 1904. Režisérem je Georges Méliès (1861–1938). Film trvá zhruba 2 minuty. Ve Spojených státech vyšel pod názvem The Fugitive Apparitions a ve Spojeném království jako Short Lived Apparitions.

## Děj
Film zachycuje kouzelníka, jak s pomocí své asistentky ve španělském oblečení předvádí své umění.

## Obsazení
| Georges Méliès | kouzelník |